# Iglesia de El Salvador (Granada)
La iglesia del Salvador es un templo católico de la ciudad española de Granada, comunidad autónoma de Andalucía, que se sitúa en la parte más antigua del barrio del Albaicín, y que fue edificada sobre la antigua Mezquita Mayor de Granada,  construida por  los musulmanes de Baeza cuando llegaron a la ciudad en el siglo XIII. Se consideraba por aquella época una de las más bellas mezquitas del mundo islámico. La iglesia del Salvador fue durante décadas una de las dos iglesias granadinas con derecho a asilo. Colgaban en su claustro los sambenitos de los moriscos penitenciados por la Inquisición, que antes colgaban expuestos en la catedral de Granada.

## Historia
En 1501 recibió el título de 'Nuestro Salvador' por el cardenal Cisneros, que consagró al culto cristiano y la convirtió en parroquia (posteriormente se elevó a colegiata). Su fundación como colegiata en el año 1527 tuvo por objeto el adoctrinamiento de la población morisca, cuya rebelión provocó el empobrecimiento de la institución y la reducción del proyecto arquitectónico original. El resultado fue un edificio a mitad de camino entre la tradición mudéjar y un clasicismo severo de estilo herreriano. El edificio sirvió de culto hasta el último tercio del siglo XV, pero fue demolido por su avanzado estado de ruina y reducidas dimensiones. Las obras del nuevo templo fueron trazadas por el arquitecto Juan de Maeda en el año 1565. La construcción concluyó en 1594 con la nave central.
En 1775 un terremoto obligó al desalojo de los canónigos y a mediados del siglo XIX se firmó la extinción de la colegiata. Gran parte del edificio y de su mobiliario desapareció tras el pavoroso incendio del 10 de marzo de 1936. En 1950 fue restaurada por el diseñador Fernando Wilhelmi.
Fueron enterrados el poeta Pedro Soto de Rojas y los pintores Pedro Atanasio Bocanegra y Juan de Sevilla.

## Arte
Esta iglesia del Salvador se convirtió en Colegiata, y  fue dotada con valiosos bienes. Luce hoy en la capilla mayor una imagen del Salvador, procedente de la basílica de Nuestra Señora de las Angustias, de Pedro Duque Cornejo, así como bienes artísticos. Entre algunas de las joyas que guarda el edificio se puede ver un lienzo de la Santa Cena, de Bocanegra, la escultura tallada de Pedro Duque de Cornejo o el Crucificado 'Señor de la Sangre', tallado en el siglo XVII. En la Capilla del Cristo de la Luz (antiguas dependencias parroquiales) se venera la imagen homónima con hermandad propia, obra de D. Enrique Martínez Olalla en 1935 y copia de la anterior, desaparecida en 1933. Y otros muchos destacados como lienzos de Cano, Atanasio Bocanegra, Juan de Sevilla, el Divino Morales, una escultura de un Cristo obra de Mora, o una Virgen con el niño de Diego de Siloe, tallada en 1563 y que se situaba en el hueco de la puerta de la plaza del Salvador.

## Características
La planta de la iglesia del Salvador es de cruz latina y su fábrica sólida y sencilla. Tiene un hermoso techo mudéjar aunque lo más destacable es su patio almohade de la Abluciones, el original de la mezquita mayor. En el exterior y en torno a la iglesia se encuentran los aljibes de la plaza del Salvador y el de la plaza del Abad o de Bibalbonud.
Aparece descrita en el Estudio descriptivo de los monumentos árabes de Granada, Sevilla y Córdoba (1885) de Rafael Contreras y Muñoz con las siguientes palabras:

El Salvador. Templo que ocupa el lugar de una de las principales mezquitas del Albaicín, y que se perpetuó siete años después de la conquista para culto de los muslimes, hasta que se la convirtió en parroquia en 1501, para obligar más á los moriscos que se mostraban opuestos á la conversión. En la rebelión se fijó esta iglesia, como más concurrida, para levantar en ella el estandarte mahometano. Fué luego Colegiata de la Compañía de Jesús hasta que se trasladó al templo que tiene este nombre. Alrededor de este templo hemos conocido la casa del Abad con techo y columnas árabes, que se vendieron para derribarla. Los restos de un caserón informe y sin más adornos que algunas inscripciones, el cual fué convento de Derviches, y un edificio Alhóndiga, por el costado Norte, con una inscripción sobre la puerta, que ha desaparecido.
(Contreras y Muñoz, 1885, pp. 373-374)